# Ana Lúcia da Costa Prudente
Ana Lúcia da Costa Prudente (* 5. Mai 1968), manchmal auch als Ana L. C. Prudente oder A. L. C. Prudente zitiert, ist eine brasilianische Herpetologin, die sich vornehmlich mit Schlangen befasst.

## Leben
Prudente absolvierte von März bis September 1986 ein Praktikum in der Abteilung für Umwelterziehung des städtischen Umweltamtes. Im selben Jahr schrieb sie sich an der Universidade Federal de Uberlândia ein, wo sie 1989 einen Abschluss in den Biowissenschaften erhielt. 1990 spezialisierte sie sich auf systematische Zoologie. 1993 graduierte unter der Leitung von Thales de Lema mit der Schrift Revisão Sistemática de Gomesophis brasiliensis com algumas considerções sobre a tribo Tachymenini (Serpentes, Colubridae) zum Master in Ökologie und Evolution an der Pontifícia Universidade Católica do Rio Grande do Sul (PUCRS). Von 1995 bis 1998 war sie Gastforscherin am Museu de História Natural Capão da Imbuia, wo sie die Kuratierung der herpetologischen Sammlung unterstützte. 1998 wurde sie ebenfalls unter der Leitung von de Lema mit der Dissertation Revisão, Filogenia e Alimentação de Siphlophis Fitzinger, 1843 (Serpentes, Colubridae, Xenodontinae) an der Universidade Federal do Paraná zum Doktor in Zoologie promoviert. Von März bis September 1998 war sie Dozentin für Biologie am Centro de Ensino Supletivo do Estado do Paraná. Von 1998 bis 2000 absolvierte sie ihre Postdoc-Phase an der Universidade de São Paulo, wo sie das Projekt Phylogenetische Systematik der Unterfamilie Dipsadinae verwirklichte. Seit 2000 ist sie wissenschaftliche Mitarbeiterin und Kuratorin der herpetologischen Abteilung am Museu Paraense Emílio Goeldi (MPEG), darunter befindet sich die Schlangensammlung mit etwa 25.500 Exemplaren. Seit 2001 ist sie betreuende Professorin im Aufbaustudiengang für Zoologie (Programa de Pós-Graduação em Zoologia, PPGZOOL) an der Universidade Federal do Pará sowie im Programm für Biodiversität und Evolution (PPGBE) am MPEG. Von 2003 bis 2006 wirkte sie am Projekt Evolution der Reptilienfauna im Südosten Brasiliens von der Oberkreide bis zur jüngsten Zeit: Paläontologie, Phylogenie und Biogeographie an der Universidade de São Paulo mit. Von 2015 bis 2018 war sie Leiterin der zoologischen Koordination und von 2016 bis 2018 war sie stellvertretende Koordinatorin für Forschung und Postgraduiertenstudien am MPEG.
Prudentes Forschungsschwerpunkt gilt der Biogeographie von Reptilien, wobei sie sich vornehmlich auf Schlangen, auf das biologische Inventar der Herpetofauna Amazoniens, auf die Morphologie, die Systematik und die Biologie konzentriert.
2022 war sie Co-Autorin beim Buch Guia de cobras da região de Manaus – Amazônia Central.
Prudente ist Mutter von zwei Kindern.

## Erstbeschreibungen unter der Beteiligung von Ana Lúcia da Costa Prudente
- Amerotyphlops arenensis Graboski, Pereira Filho, Silva, Prudente & Zaher, 2015
- Amerotyphlops caetanoi Graboski, Arredondo, Grazziotin, Guerra-Fuentes, Pereira Filho, Silva, Prudente, Pinto, Rodrigues, Bonatto & Zaher 2022
- Amerotyphlops illusorium Graboski, Arredondo, Grazziotin, Guerra-Fuentes, Pereira Filho, Silva, Prudente, Pinto, Rodrigues, Bonatto & Zaher 2022
- Amerotyphlops martis Graboski, Arredondo, Grazziotin, Guerra-Fuentes, Pereira Filho, Silva, Prudente, Pinto, Rodrigues, Bonatto & Zaher 2022
- Amerotyphlops montanum Graboski, Arredondo, Grazziotin, Guerra-Fuentes, Pereira Filho, Silva, Prudente, Pinto, Rodrigues, Bonatto & Zaher 2022
- Atractus aboiporu Melo-Sampaio, Passos, Fouquet, Prudente, & Torres-Carvajal, 2019
- Atractus akerios Melo‐Sampaio, Passos, Prudente, Venegas & Torres‐Carvajal, 2021
- Atractus boimirim Passos, Prudente & Lynch, 2016
- Atractus caxiuana Prudente & Santos-Costa, 2006
- Atractus dapsilis Melo-Sampaio, Passos, Fouquet, Prudente & Torres-Carvajal, 2019
- Atractus hoogmoedi Prudente & Passos, 2010
- Atractus natans Hoogmoed & Prudente, 2003
- Atractus nawa Melo‐Sampaio, Passos, Prudente, Venegas & Torres‐Carvajal, 2021
- Atractus pachacamac Melo‐Sampaio, Passos, Prudente, Venegas & Torres‐Carvajal, 2021
- Atractus surucucu Prudente, 2008
- Atractus tartarus Passos, Prudente & J.D. Lynch, 2016
- Atractus trefauti Melo-Sampaio, Passos, Fouquet, Prudente & Torres-Carvajal, 2019
- Atractus ukupacha Melo‐Sampaio, Passos, Prudente, Venegas & Torres‐Carvajal, 2021
- Erythrolamprus rochai Ascenso, Costa, & Prudente, 2019
- Eutrachelophis papilio Zaher & Prudente, 2019
- Imantodes guane Missassi & Prudente, 2015
- Leptodeira tarairiu Costa, Graboski, Grazziotin, Zaher, Rodrigues, & Prudente, 2022
- Micrurus anibal Nascimento, Graboski, Silva-Jr. & Prudente, 2024
- Micrurus bonita Nascimento, Graboski, Silva-Jr. & Prudente, 2024
- Micrurus janisrozei Nascimento, Graboski, Silva-Jr. & Prudente, 2024
- Micrurus potyguara Pires, Da Silva Jr, Feitosa, Prudente, Preira-Filho & Zaher, 2014
- Micrurus tikuna Feitosa, Da Silva Jr, Pires, Zaher & Prudente, 2015
- Pseudoboa serrana Morato, Moura-Leite, Prudente & Bérnils, 1995
- Pseudogonatodes quihuai Rojas-Runjaic, Koch, Castroviejo-Fisher & Prudente, 2024